# Willi Sohm
Willi Sohm (né le 18 août 1913 à Neufelden, mort le 1er février 1974 à Vienne) est un directeur de la photographie autrichien.

## Biographie
Il suit une formation d'ingénieur à l'école technique et commerciale de Mödling, puis travaille comme directeur de la photographie assistant à l'UFA et à la Terra. Bruno Mondi et Willy Winterstein figurent parmi les chefs opérateurs.
Après la Seconde Guerre mondiale, Sohm est responsable de nombreuses comédies musicales germano-autrichiennes en tant que directeur de la photographie dans les années 1950. Il collabore avec des réalisateurs comme Géza von Bolváry et Géza von Cziffra. Outre les longs métrages, Sohm travaille pour des films documentaires. De 1961 à 1963, il enseigne à l'Académie des Beaux-Arts de Vienne la technique picturale lors du premier séminaire sur le cinéma et la télévision, le premier dans une académie autrichienne des beaux-Arts, créé par Hans Winge et lui-même.
Il est le père de Wolfgang Sohm, artiste conceptuel.

## Filmographie
- 1947 : Seine einzige Liebe
- 1948 : Das andere Leben
- 1948 : Verlorenes Rennen
- 1949 : Liebe Freundin
- 1949 : Hexen
- 1951 : Ruf aus dem Äther
- 1951 : Das Tor zum Frieden
- 1952 : Abenteuer im Schloss (de)
- 1953 : Die Regimentstochter (de)
- 1954 : Der Komödiant von Wien
- 1955 : Don Juan de Mozart
- 1955 : Ihr erstes Rendezvous (de)
- 1955 : Le Chemin du paradis
- 1956 : Gasparone
- 1956 : Ein tolles Hotel
- 1956 : Das Donkosakenlied (de)
- 1956 : Facteur en jupons
- 1956 : Der schräge Otto
- 1957 : Ça barde (de)
- 1957 : Hoch droben auf dem Berg (de)
- 1957 : Es wird alles wieder gut
- 1958 : Zwei Herzen im Mai (de)
- 1958 : Im Prater blüh'n wieder die Bäume
- 1958 : La Joyeuse Débandade (de)
- 1958 : Le Labyrinthe de l'amour (Frauensee) de Rudolf Jugert
- 1958 : Eine Reise ins Glück (de)
- 1958 : Skandal um Dodo
- 1959 : Wenn das mein großer Bruder wüßte
- 1960 : Ein Student ging vorbei
- 1960 : Le Vengeur défie Scotland Yard
- 1960 : Le Héros de mes rêves (de)
- 1960 : Mal drunter – mal drüber (de)
- 1960 : Wenn die Heide blüht (de)
- 1961 : Schlagerrevue 1962 (de)
- 1962 : Princesse tzigane (de)